# قشلاق أجي أشمة نوراحمد (مقاطعة بيله سوار)
قشلاق أجي أشمة نوراحمد (بالفارسية: قشلاق اجی اشمه نوراحمد) هي مستوطنة تقع في إيران في قسم قشلاق الجنوبي الريفي. يقدر عدد سكانها بـ 34 نسمة .